# Norah Fry
Norah Lillian Fry (née en 1871 à Bristol et morte en 1960) est une militante anglaise défenseur du droit à l'éducation des enfants handicapés et des enfants sujets à des troubles des apprentissages. 

## Actions
Issue de la famille Fry, famille de quaker fondatrice de J. S. Fry & Sons, elle milite pour des écoles adaptées aux besoins des enfants handicapés, et contre la réduction des lieux de vie et de prise en charge pour handicapés. Pendant cinquante ans, elle participe activement au conseil de l'université de Bristol et fait un don pour la création du département de santé mentale.
En 1918, elle est la première femme élue au conseil du comté de Somerset (Somerset County Council), autorité locale, où elle coordonne les actions avec le Somerset Association for Mental Welfare (SAMW, créé en 1921) dont elle est un membre-clé, en vue de concilier actions bénévoles et prises en charge institutionnelles et leur financement.
Un département de recherche en enseignement de l'université de Bristol porte son nom.